# Claus Daae
Claus Nils Holtzrod Daae, född den 20 december 1806 i Fana prästgård, död den 13 november 1896, var en norsk präst och stortingsrepresentant.
Han var son till sognepræsten i Fana Iver Munthe Daae (1771–1849), blev student 1825 och cand. theol. 1828. 1834 blev han utnämnd till sognepræst på Stord, 1861 vid Vor Frue kirke i Trondhjem och 1865 vid domkyrkan i Bergen. Samma år blev han utnämnd till stiftsprost.
Daae tillhörde Stortinget, invald från Søndre Bergenhus amt, 1848, och var kommunalordförande på Stord 1839–52.